# Liste des dames et duchesses de Modène
Le titre de duc et duchesse de Modène fut créé en 1452 par l'empereur Frédéric III du Saint-Empire pour la Maison d'Este, dont les membres étaient seigneurs de Ferrare, et furent également créés ducs de Reggio d'Émilie puis ducs de Ferrare en 1471. En 1597, le duché de Ferrare fut incorporé aux États pontificaux, les Este demeurant ducs de Modène et de Reggio jusqu'en 1796. À cette date, les deux duchés furent incorporés à la République cispadane créée par Napoléon Bonaparte. 
En 1814, le duché de Modène fut rétabli au profit de la Maison de Habsbourg-Lorraine à l'occasion du mariage de l'archiduc Ferdinand d'Autriche-Este, fils de l'empereur François Ier et de l'impératrice Marie-Thérèse, avec Marie-Béatrice d'Este, dernière duchesse de Modène de la maison d'Este. Cette deuxième existence du duché de Modène dura jusqu'à l'annexion de celui-ci par le royaume de Piémont-Sardaigne en 1859. 
À partir de 1815, les ducs de Modène obtinrent en outre le titre de duc de la Mirandole et, à partir de 1829, celui de duc de Massa et prince de Carrare.

## Maison d'Este (1288-1803)

### Dames de Modène (1288-1452)
| Portrait | Nom (dates)                       | Époux                                                                          | Titres                                                                                | Éléments biographiques |
| -------- | --------------------------------- | ------------------------------------------------------------------------------ | ------------------------------------------------------------------------------------- | --- |
|          | Constanza della Scala (1263-1306) | - Obizzo II d'Este (mariage en 1289)                                           | - Dame de Ferrare, de Modène et de Reggio (1289-1293)                                 | - Princesse de la famille Della Scala. Fille d'Alberto Ier della Scala et de Verde di Salizzole.                                  |
|          | Giovanna Orsini (?-1304)          | - Azzo VIII d'Este (mariage en 1282)                                           | - Dame de Ferrare, de Modène et de Reggio (1293-1304)                                 | - Princesse de la Famille Orsini. Fille de Bertoldo Orsini.                                                                       |
|          | Béatrice d'Anjou (1295-1321)      | - Azzo VIII d'Este (mariage en 1305) - Bertrand III des Baux (mariage en 1309) | - Dame de Ferrare, de Modène et de Reggio (1305-1308) - Comtesse d'Andria (1309-1321) | - Princesse de la Maison capétienne d'Anjou-Sicile. Fille de Charles II d'Anjou et de Marie de Hongrie. - Mère de Marie des Baux. |
|          | Gigliola da Carrara (1379-1416)   | - Nicolas III d'Este (mariage en 1397)                                         | - Marquise de Ferrare, dame de Modène et de Reggio (1397-1416)                        | - Princesse de la Maison de Carrare. Fille de Francesco II da Carrara et de Taddea d'Este.                                        |
|          | Parisina Malatesta (1404-1425)    | - Nicolas III d'Este (mariage en 1418)                                         | - Marquise de Ferrare, dame de Modène et de Reggio (1418-1425)                        | - Princesse de la Famille Malatesta. Fille d'Andrea Malatesta et de Lucrezia Ordelaffi. - Mère de Ginevra d'Este.                 |
|          | Ricciardia de Saluces (1410-1474) | - Nicolas III d'Este (mariage en 1429)                                         | - Marquise de Ferrare, dame de Modène et de Reggio (1429-1441)                        | - Princesse de la Maison Alérame. Fille de Thomas III de Saluces et de Marguerite de Pierrepont. - Mère d'Hercule Ier d'Este.     |
|          | Marie d'Aragon (1425-1449)        | - Lionel d'Este (mariage en 1444)                                              | - Marquise de Ferrare, dame de Modène et de Reggio (1444-1449)                        | - Princesse de la Maison de Trastamare. Fille légitimée d'Alphonse V d'Aragon.                                                    |

### Duchesses de Modène (1452-1803)
| Portrait | Nom (dates)                                           | Époux | Titres | Éléments biographiques | Armoiries |
| -------- | ----------------------------------------------------- | --- | --- | --- | --------- |
|          | Éléonore de Naples (1450-1493)                        | - Hercule Ier d'Este (mariage en 1473)                                                                            | - Duchesse de Ferrare, de Modène et de Reggio (1473-1493) | - Princesse de la maison de Trastamare. Fille de Ferdinand Ier de Naples et d'Isabelle de Tarente. - Mère d'Isabelle d'Este, de Béatrice d'Este, d'Alphonse Ier d'Este et d'Hyppolyte d'Este.                                                       |           |
|          | Lucrèce Borgia (1480-1519)                            | - Giovanni Sforza (mariage en 1493) - Alphonse d'Aragon (mariage en 1498) - Alphonse Ier d'Este (mariage en 1501) | - Dame de Pesaro et de Gradara (1493-1497) - Duchesse de Bisceglie et princesse de Salerne (1498-1500) - Duchesse de Ferrare, de Modène et de Reggio (1505-1519) | - Princesse de la famille Borgia. Fille d'Alexandre VI et de Vannozza Cattanei. - Mère de Rodrigue d'Aragon, d'Hercule II d'Este, d'Hippolyte d'Este et d'Éléonore d'Este.                                                                          |           |
|          | Renée de France (1510-1574)                           | - Hercule II d'Este (mariage en 1528)                                                                             | - Comtesse puis duchesse de Chartres (de plein droit, 1510-1528 puis 1528-1574) - Duchesse de Ferrare, de Modène et de Reggio (1534-1559)                        | - Princesse de la maison de Valois. Fille de Louis XII de France et d'Anne de Bretagne. - Mère d'Anne d'Este, d'Alphonse II d'Este, de Lucrèce d'Este, d'Éléonore d'Este et de Luigi d'Este.                                                        |           |
|          | Lucrèce de Médicis (1545-1561)                        | - Alphonse II d'Este (mariage en 1558)                                                                            | - Duchesse de Ferrare, de Modène et de Reggio (1559-1561) | - Princesse de la maison de Médicis. Fille de Cosme Ier de Toscane et d'Éléonore de Tolède. |           |
|          | Barbara d'Autriche (1539-1572)                        | - Alphonse II d'Este (mariage en 1565)                                                                            | - Duchesse de Ferrare, de Modène et de Reggio (1565-1572) | - Princesse de la maison de Habsbourg. Fille de Ferdinand Ier du Saint-Empire et d'Anne Jagellon. |           |
|          | Marguerite de Mantoue (1564-1618)                     | - Alphonse II d'Este (mariage en 1579)                                                                            | - Duchesse de Ferrare, de Modène et de Reggio (1579-1597) | - Princesse de la maison de Gonzague. Fille de Guillaume de Mantoue et d'Éléonore d'Autriche. |           |
|          | Virginia de Médicis (1568-1615)                       | - César d'Este (mariage en 1586)                                                                                  | - Duchesse de Modène et de Reggio (1597-1615) | - Princesse de la maison de Médicis. Fille légitimée de Cosme Ier de Toscane et de Camilla Martelli. - Mère d'Alphonse III d'Este. |           |
|          | Marie Farnèse (1615-1646)                             | - François Ier d'Este (mariage en 1631)                                                                           | - Duchesse de Modène et de Reggio (1631-1646) | - Princesse de la maison Farnèse. Fille de Ranuce Ier Farnèse et de Marguerite Aldobrandini. - Mère d'Alphonse IV d'Este, d'Isabelle d'Este, d'Éléonore d'Este et de Maria d'Este.                                                                  |           |
|          | Vittoria Farnèse (1618-1649)                          | - François Ier d'Este (mariage en 1648)                                                                           | - Duchesse de Modène et de Reggio (1648-1649) | - Princesse de la maison Farnèse. Fille de Ranuce Ier Farnèse et de Marguerite Aldobrandini. |           |
|          | Lucrezia Barberini (1628-1699)                        | - François Ier d'Este (mariage en 1654)                                                                           | - Duchesse de Modène et de Reggio (1654-1658) | - Princesse de la famille Barberini. Fille de Taddeo Barberini et d'Anna Colonna. - Mère de Renaud III de Modène. |           |
|          | Laure Martinozzi (1639-1687)                          | - Alphonse IV d'Este (mariage en 1655)                                                                            | - Duchesse de Modène et de Reggio (1658-1662) - Régente de Modène et de Reggio (1662-1674)                                                                       | - Princesse de la famille Martinozzi. Fille de Girolamo Martinozzi et de Laura Margherita Mazzarini. - Mère de Marie de Modène et de Francesco II d'Este.                                                                                           |           |
|          | Marguerite-Marie Farnèse (1664-1718)                  | - Francesco II d'Este (mariage en 1692)                                                                           | - Duchesse de Modène et de Reggio (1692-1694) | - Princesse de maison Farnèse. Fille de Ranuce II Farnèse et d'Isabelle d'Este. |           |
|          | Charlotte-Félicité de Brunswick-Calenberg (1671-1710) | - Renaud III de Modène (mariage en 1696)                                                                          | - Duchesse de Modène et de Reggio (1696-1710) | - Princesse de la maison de Brunswick. Fille de Jean-Frédéric de Brunswick-Calenberg et de Bénédicte-Henriette du Palatinat. - Mère de Bénédicte d'Este, de François III de Modène, d'Amélie d'Este, de Jean-Frédéric d'Este et d'Henriette d'Este. |           |
|          | Charlotte-Aglaé d'Orléans (1700-1761)                 | - François III de Modène (mariage en 1720)                                                                        | - Duchesse de Modène et de Reggio (1720-1761) | - Princesse de la maison d'Orléans. Fille de Philippe d'Orléans et de Françoise-Marie de Bourbon. - Mère de Marie-Thérèse-Félicité d'Este, d'Hercule III de Modène, de Mathilde d'Este, de Marie-Fortunée d'Este et de Benoît-Philippe d'Este.      |           |
|          | Marie-Thérèse Cybo-Malaspina (1725-1790)              | - Hercule III de Modène (mariage en 1741)                                                                         | - Duchesse de Massa et princesse de Carrare (de plein droit, 1731-1790) - Duchesse de Modène et de Reggio (1780-1790)                                            | - Princesse de la famille Cybo. Fille d'Alderano Ier Cybo-Malaspina et de Ricciarda de Gonzague. - Mère de Marie-Béatrice d'Este. |           |

## Maison de Habsbourg-Este (1803-1859)
| Portrait | Nom (dates)                          | Époux                                         | Titres | Éléments biographiques | Armoiries |
| -------- | ------------------------------------ | --------------------------------------------- | --- | --- | --------- |
|          | Marie-Béatrice d'Este (1750-1829)    | - Ferdinand d'Autriche-Este (mariage en 1771) | - Duchesse de Massa et princesse de Carrare (de plein droit, 1790-1796, 1814-1829) - Duchesse titulaire de Modène et Reggio (de plein droit, 1803-1806) | - Princesse de la maison d'Este. Fille d'Hercule III de Modène et de Marie-Thérèse Cybo-Malaspina. - Mère de Marie-Thérèse d'Autriche-Este, de Marie-Léopoldine de Modène, de François IV de Modène, de Ferdinand-Charles-Joseph d'Autriche-Este, de Maximilien-Joseph d'Autriche-Este, de Marie-Antoinette d'Autriche-Este, de Charles-Ambroise d'Autriche-Este et de Marie-Louise de Habsbourg-Lorraine-Este. |           |
|          | Marie-Béatrice de Savoie (1792-1840) | - François IV de Modène (mariage en 1812)     | - Duchesse de Modène et de Reggio (1814-1840) - Duchesse de Massa et princesse de Carrare (1829-1840)                                                   | - Princesse de la maison de Savoie. Fille de Victor-Emmanuel Ier de Sardaigne et de Marie-Thérèse d'Autriche-Este. - Mère de Marie-Thérèse de Modène, de François V de Modène, de Ferdinand-Charles-Victor d'Autriche-Este et de Marie-Béatrice de Modène. |           |
|          | Adelgonde de Bavière (1823-1914)     | - François V de Modène (mariage en 1842)      | - Duchesse de Modène, de Reggio et de Massa, princesse de Carrare (1846-1859)                                                                           | - Princesse de la maison de Wittelsbach. Fille de Louis Ier de Bavière et de Thérèse de Saxe-Hildburghausen. |           |

## Duchesses titulaires de Modène (1859-)
| Portrait | Nom (dates)                            | Époux                                      | Titres | Éléments biographiques | Armoiries |
| -------- | -------------------------------------- | ------------------------------------------ | --- | --- | --------- |
|          | Adelgonde de Bavière (1823-1914)       | - François V de Modène (mariage en 1842)   | - Duchesse de Modène, de Reggio et de Massa, princesse de Carrare (1846-1859, titulaire 1859-1875)              | - Princesse de la maison de Wittelsbach. Fille de Louis Ier de Bavière et de Thérèse de Saxe-Hildburghausen. |           |
|          | Zita de Bourbon-Parme (1892-1989)      | - Charles Ier d'Autriche (mariage en 1911) | - Archiduchesse d'Autriche-Este (1914-1917) - Impératrice d'Autriche, reine de Hongrie et de Bohême (1916-1918) | - Princesse de la maison de Bourbon-Parme. Fille de Robert Ier de Parme et d'Antónia de Bragance. - Mère d'Otto de Habsbourg-Lorraine, d'Adélaïde d'Autriche, de Robert d'Autriche-Este, de Félix de Habsbourg-Lorraine, de Charles-Louis d'Autriche, de Rodolphe d'Autriche, de Charlotte d'Autriche et d'Élisabeth d'Autriche. |           |
|          | Margherita de Savoie-Aoste (1930-2022) | - Robert d'Autriche-Este (mariage en 1953) | - Archiduchesse d'Autriche-Este (1953-1996)                                                                     | - Princesse de la maison de Savoie-Aoste. Fille d'Amédée de Savoie-Aoste et d'Anne d'Orléans. - Mère de Lorenz d'Autriche-Este. |           |
|          | Astrid de Belgique (1962-)             | - Lorenz d'Autriche-Este (mariage en 1984) | - Archiduchesse d'Autriche-Este (1996-)                                                                         | - Princesse de la maison de Saxe-Cobourg-Gotha. Fille d'Albert II de Belgique et de Paola Ruffo di Calabria. - Mère d'Amedeo de Belgique et de Maria-Laura de Belgique. |           |